# Beltjnitsa
Beltjnitsa (bulgariska: Белчница) är ett berg i Bulgarien.   Det ligger i regionen Sofijska oblast, i den västra delen av landet, 40 kilometer söder om huvudstaden Sofia. Toppen på Beltjnitsa är 1 649 meter över havet, eller 309 meter över den omgivande terrängen. Bredden vid basen är 9,7 km.
Terrängen runt Beltjnitsa är huvudsakligen kuperad. Närmaste större samhälle är Samokov, 12,6 kilometer öster om Beltjnitsa. 
I omgivningarna runt Beltjnitsa växer i huvudsak blandskog. Runt Beltjnitsa är det ganska glesbefolkat, med 38 invånare per kvadratkilometer.